# Can Pagès (Perles)
Can Pagès és una masia barroca al veïnat de Perles al municipi de Vilademuls (Pla de l'Estany) inclosa a l'Inventari del Patrimoni Arquitectònic de Catalunya.

## Descripció
Edifici format per dos cossos adossats a l'antiga esglesiola romànica del veïnat de Perles, envoltant-la a les façanes nord i oest. La part més important és l'edifici de ponent. És una construcció a dues aigües, amb el carener situat de nord a sud. Té planta baixa i dues plantes, l'última sota coberta, sense golfa. L'habitatge es desenvolupa a la primera planta. L'accés es fa a través d'una porta amb llinda plana, amb motllura perimetral i un escut gravat a la llinda. Destaquen, a més de la porta, una notable finestra cantonera a l'angle sud-oest, així com el seguit de finestres del pis superior, tres per banda, amb arc de punt rodó. També és interessant el pou, com a element afegit a l'interior de la casa i que al primer pis es converteix en armari.
L'esglesiola és una construcció d'estil romànic modificada per a usos agrícoles. Es pot datar del segle xii. Se'n conserva l'exterior, on destaca l'absis, orientat a llevant, amb una finestra per il·luminar l'altar; la porta d'accés, d'arc de punt rodó, a la façana sud i formada per carreus treballats de pedra de Banyolesaixí com una creu de pedra posada a la coberta sobre l'absis. La coberta és a dues aigües i el carener es prolonga fins a l'absis, formant una entrega atípica amb el punt rodó de l'absis. Interiorment no es conserva res de l'estat inicial. La volta va caure el 1969 i va ser substituïda per una solera de biguetes. L'espai es destina a celler i magatzem agrícola.

## Història
A principi del segle xiv hi va néixer Guillem Bernat de Perles conegut pel seu llibre verd dels feus. L'edifici actual data del segle xvii, arrambada a la capella. El mas fou adquirit pel seu masover. A l'interior, entre dues portes i malgrat l'arrebossat de la paret, encara s'aprecia una data: 23 JANER 1607, que deu correspondre a la data de construcció. A sobre de la llinda hi ha un dibuix esgrafiat rematat per una creu.